# Jeune Tigre jouant avec sa mère
Jeune Tigre jouant avec sa mère (ou Étude avec deux tigres) est un tableau d'Eugène Delacroix peint entre 1830 et 1831. La peinture à l'huile sur toile a été réalisée au début de sa carrière. Mesurant 130,5 × 195 cm, elle est conservée au Musée du Louvre.

## Histoire
Le tableau a été exposé au Salon de Paris en 1831, le peintre avait versé 1 200 francs pour l'assurer[réf. nécessaire]. Il a appartenu à Maurice Cottier après le commanditaire Auguste Thuret et est maintenant conservé au musée du Louvre depuis 1884.